# Sonova
Sonova Holding — швейцарская группа компаний, специализирующаяся на производстве слуховых аппаратов, включая кохлеарные имплантаты. Штаб-квартира находится в Штефе (кантон Цюрих, Швейцария).

## История
Компания была основана в 1947 году под названием AG für Elektroakustik для разработки слуховых аппаратов. Через три года была выпущена на рынок первая модель, Phonak Alpina. В 1965 году контрольный пакет акций приобрёл Эрнст Рис (Ernst Rihs) и переименовал компанию в Phonak AG. В 1967 году началось производство очков со встроенным слуховым аппаратом Visation Super, а в 1970 году — первого заушного слухового аппарата Phonette.
В 1985 году была зарегистрирована холдинговая компания Phonak Holding AG, через два года была открыта новая штаб-квартира компании в городе Штефа. Запущенная в 1991 году модель Phonica стала первым слуховым аппаратом, который весь размещался в ухе. В 1994 году Phonak стала публичной компанией, разместив свои акции на бирже. Выпущенная в 1999 году модель Claro стала первым полностью цифровым слуховым аппаратом компании. В 2000 году была приобретена канадская компания Unitron. 1 августа 2007 года Phonak Holding AG была переименована в Sonova Holding AG. В 2010 году была куплена калифорнийская компания Advanced Bionics, производившая кохлеарные имплантаты.
В 2016 году за 830 млн евро была куплена розничная сеть AudioNova, занимающаяся продажей слуховых аппаратов. В 2021 году было приобретено подразделение потребительской аппаратуры немецкой компании Sennheiser.

## Собственники и руководство
Крупнейшими акционерами по состоянию на 2023 год были Беда Дитхельм (Beda Diethelm) — 11,26 %, семья Риса Ханса Ульриха (Rihs Hans Ulrich) —6,18 %, The Vanguard Group — 2,92 %, Государственный пенсионный фонд Норвегии — 2,17 %, Capital Research & Management Co. — 1,86 %, UBS Asset Management Switzerland — 1,64 %.
- Роберт Шперри (Robert F. Spoerry, род. в 1955 году) — председатель совета директоров с 2011 года, член совета с 2003 года; также председатель компании Mettler Toledo[англ.].
- Арнд Калдовски (Arnd Kaldowski, род. в 1967 году) — генеральный директор с 2018 года, в компании с 2017 года, до этого работал в Danaher Corporation[англ.].

## Деятельность
Выручка компании за 2022/23 финансовый год составила 3,74 млрд швейцарских франков, её распределение по регионам: Европа, Ближний Восток и Африка — 1,87 млрд шв. фр., США — 1,15 млрд шв. фр., остальная Америка — 274 млн шв. фр., Азиатско-Тихоокеанский регион — 446 млн шв. фр.
Подразделения по состоянию на 2023 год:
- Hearing Instruments — разработка, производство и продажа слуховых аппаратов под брендами Phonak и Unitron, 48 % выручки;
- Consumer Hearing — производство наушников и акустических систем под брендом Sennheiser (по лицензии), 8 % выручки;
- Audiological Care — розничная сеть AudioNova, 3900 клиник в 20 странах, 36 % выручки;
- Cochlear Implants — разработка, производство и продажа кохлеарных имплантатов под брендом Advanced Bionics, 8 % выручки.

В списке крупнейших публичных компаний мира Forbes Global 2000 за 2023 год Sonova Holding заняла 1508-е место.

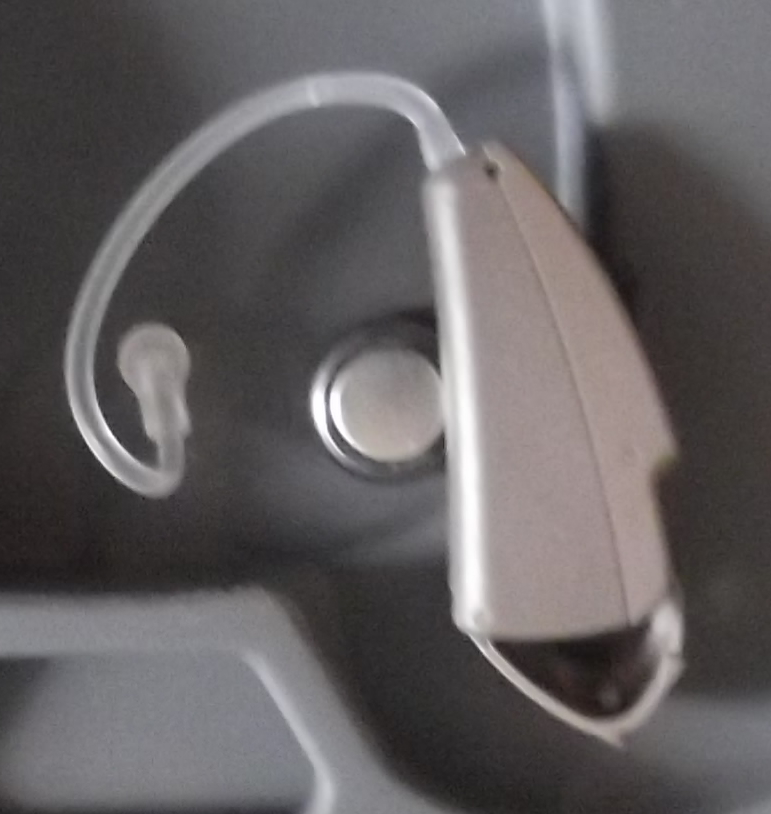
Phonak CROS
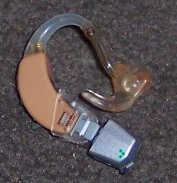
Phonak Aero
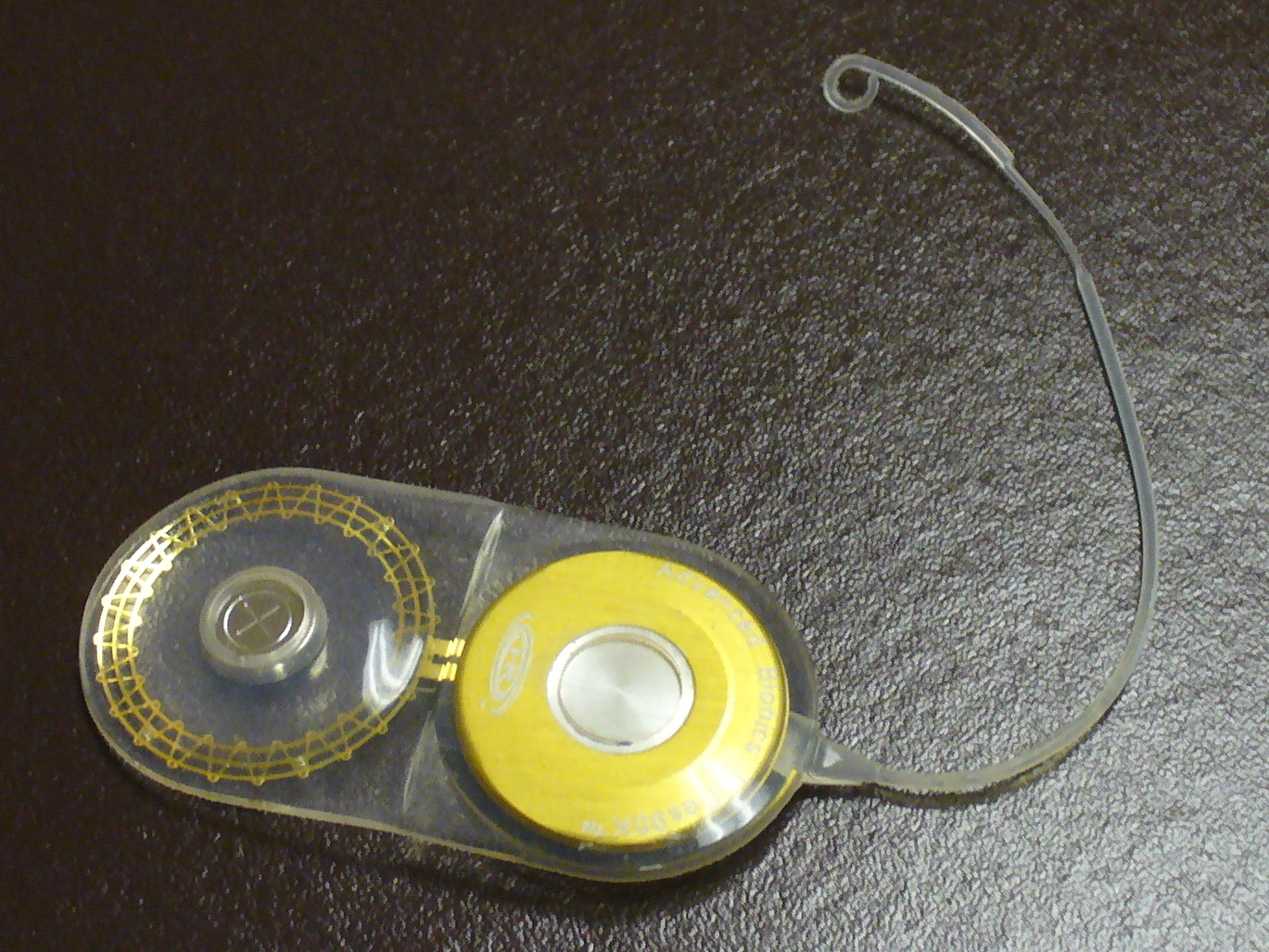
Кохлеарный имплантат Advanced Bionics
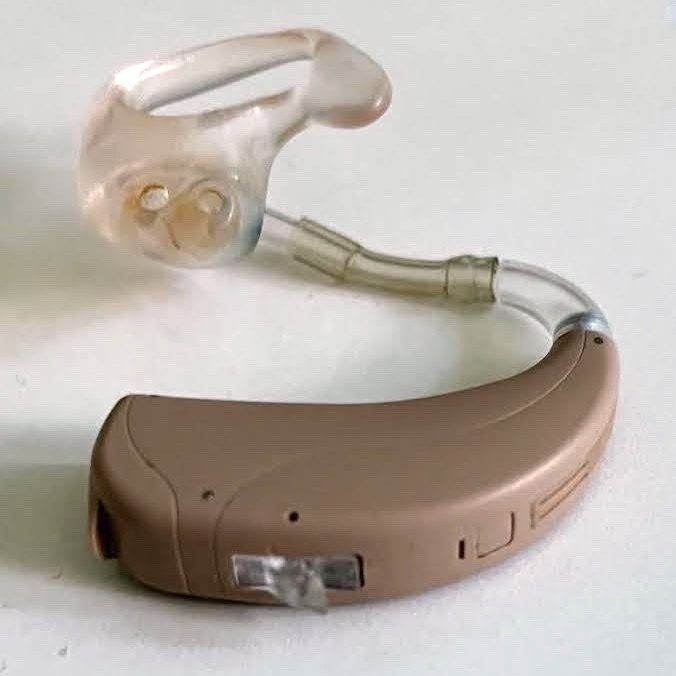
Слуховой аппарат Unitron Ziel